# Азијски ној
Азијски ној (лат. Struthio asiaticus) је изумрла праисторијска птица тркачица из рода нојева. Његови фосили су пронађени од централне Азије до Кине, а наводно и у Мароку. 

## Откриће
Рани записи који су се кретали од епохе плиоцена у Африци до епохе плеистоцена-холоцена у североисточној Азији сматрају се сумњивим. Утврђено је да перле направљене од шкољки узетих са археолошких налазишта у Индији, које датирају више од 25.000 година, имају трагове ДНК, а анализа секвенци испитаних из њих показује да је врста дефинитивно у роду Struthio.

## Опис
Азијски нојеви су били велики, снажније грађе и достизали су отприлике исту висину као одрасли мужјак постојећег обичног ноја. Можда је имао кратке прсте, али ово се сматра провизорном претпоставком. Примерак из плиоцена Марока могао би бити 20% већи од одраслог мужјака постојећег ноја, али се афрички примерци сматрају сумњивим, а „тачне пропорције је тешко реконструисати на основу доступног материјала."